# Chalton (Hampshire)
Chalton – wieś w Anglii, w hrabstwie Hampshire, w dystrykcie East Hampshire. Leży 33 km na południowy wschód od miasta Winchester i 86 km na południowy zachód od Londynu.